# Gander (circonscription électorale)
Pour les articles homonymes, voir Gander.
Circonscription électorale provinciale du Canada
Gander est une circonscription électorale provinciale de la Chambre d'assemblée de la province canadienne de Terre-Neuve-et-Labrador.

## Liste des députés
| Gander |                     |                           |                |             |
| Député | Député              | Parti                     | Mandat         | Législature |
|        | Charles Granger     | Libéral                   | 1966 - 1967    | 34e         |
|        | Harold Collins (en) | Progressiste-conservateur | 1967 - 1971    | 34e         |
|        | Harold Collins (en) | Progressiste-conservateur | 1971 - 1972    | 35e         |
|        | Harold Collins (en) | Progressiste-conservateur | 1972 - 1975    | 36e         |
|        | Harold Collins (en) | Progressiste-conservateur | 1975 - 1977    | 37e         |
|        | Hazel Newhook (en)  | Progressiste-conservateur | 1979 - 1982    | 38e         |
|        | Hazel Newhook (en)  | Progressiste-conservateur | 1982 - 1985    | 39e         |
|        | Winston Baker (en)  | Libéral                   | 1985 - 1989    | 40e         |
|        | Winston Baker (en)  | Libéral                   | 1989 - 1992    | 41e         |
|        | Winston Baker (en)  | Libéral                   | 1993 - 1995    | 42e         |
|        | Gary Vey (en)       | Libéral                   | 1995 - 1996    | 42e         |
|        | Sandra Kelly (en)   | Libéral                   | 1996 - 1999    | 43e         |
|        | Sandra Kelly (en)   | Libéral                   | 1999 - 2003    | 44e         |
|        | Kevin O'Brien (en)  | Progressiste-conservateur | 2003 - 2007    | 45e         |
|        | Kevin O'Brien (en)  | Progressiste-conservateur | 2007 - 2011    | 46e         |
|        | Kevin O'Brien (en)  | Progressiste-conservateur | 2011 - 2015    | 47e         |
|        | John Haggie (en)    | Libéral                   | 2015 - 2019    | 48e         |
|        | John Haggie (en)    | Libéral                   | 2019 - 2021    | 49e         |
|        | John Haggie (en)    | Libéral                   | 2021 - présent | 50e         |